# 1528
1528 (MDXXVIII) var ett skottår som började en onsdag i den julianska kalendern.

## Händelser

### Januari
- 12 januari – Gustav Vasa kröns till svensk kung i Uppsala domkyrka. Den gamla kungaeden, som förpliktigar kungen att låta biskoparna bibehålla sin makt, modifieras av Laurentius Andreæ. Under kröningen håller Olaus Petri en predikan, där han inskärper, att kungen har fått sin makt av Gud allena för folkets, inte sitt eget, bästa.
- Gustav försöker få tag på Daljunkern som har flytt till Norge. Denne flyr till Danmark och vidare till Rostock. Gustav hotar staden Rostock och får Daljunkern utlämnad. Den verklige Nils moder Kristina Nilsdotter (Gyllenstierna) utpekar junkern som bedragare, varefter han döms till döden och avrättas. Gustav låter även avrätta andra ansvariga i Andra dalupproret som alltså därmed är kuvat. Fotfolket benådas mot böter och trohetsförsäkran.

### Okänt datum
- Böldpest utbryter i England.[1]
- Olaus Petris samling med evangliska psalmer utges.
- Sveriges siste katolske ärkebiskop, Johannes Magnus, går i landsflykt till Polen.
- Den finske biskopens borg, Kustö utanför Åbo, jämnas med marken.

## Födda
- 25 september – Otto II av Braunschweig-Lüneburg-Harburg, tysk hertig.
- 16 november – Johanna III av Navarra, regerande drottning av Navarra.

## Avlidna
- 31 augusti – Matthias Grünewald, tysk målare.
- 25 september – Daljunkern, svensk upprorsmakare (avrättad).
- Nils Stensson Sture, son till Sten Sture den yngre.
- Barbro Stigsdotter, svensk adelskvinna, gestalt i Vasasagan.

### Fotnoter
1. ↑  ”RENAISSANCE MAN: The Reconstructed Libraries of European Scholars: 1450-1700”. Arkiverad från originalet den 20 juli 2008. https://web.archive.org/web/20080720090857/http://www.adam-matthew-publications.co.uk/digital_guides/ren_man_series1_prt1/chronology.aspx. Läst 8 november 2007.